# André Sousa
André Alexandre Carreira Sousa (Lisboa, Portugal, 9 de julio de 1990) es un futbolista portugués que juega de centrocampista en el C. D. Nacional de la Primeira Liga.

## Clubes
| Club                     | País     | Año       |
| ------------------------ | -------- | --------- |
| Odivelas F. C.           | Portugal | 2009-2010 |
| F. C. Pampilhosa         | Portugal | 2010-2011 |
| S. C. Covilhã            | Portugal | 2011-2012 |
| S. C. Beira-Mar          | Portugal | 2012-2014 |
| Académico de Viseu F. C. | Portugal | 2015      |
| C. F. Os Belenenses      | Portugal | 2015-2018 |
| Real Sporting de Gijón   | España   | 2018-2019 |
| Belenenses SAD           | Portugal | 2019-2020 |
| Gaziantep F. K.          | Turquía  | 2020-2021 |
| Manisa F. K.             | Turquía  | 2021-2022 |
| U. D. Vilafranquense     | Portugal | 2022-2023 |
| C. D. Nacional           | Portugal | 2023-     |